# Legge Falloux
La legge Falloux è un disposto normativo in materia di istruzione pubblica, che fu promulgata il 15 marzo 1850 su impulso del Ministro dell'istruzione pubblica francese Alfred de Falloux.
La norma riguardava tutti gli aspetti dell'istruzione, ad eccezione di quella superiore, ma è nota soprattutto per le sue disposizioni sulla libertà di insegnamento e per l'ampio spazio dedicato all'istruzione confessionale. Essa integrava la legge Guizot del 1833, che obbligava i comuni a creare una scuola maschile se vi erano almeno 500 abitanti, e una scuola femminile se ne avevano almeno 800.

## Adozione

### Dibattiti sulla libertà di educazione e sugli obiettivi della norma

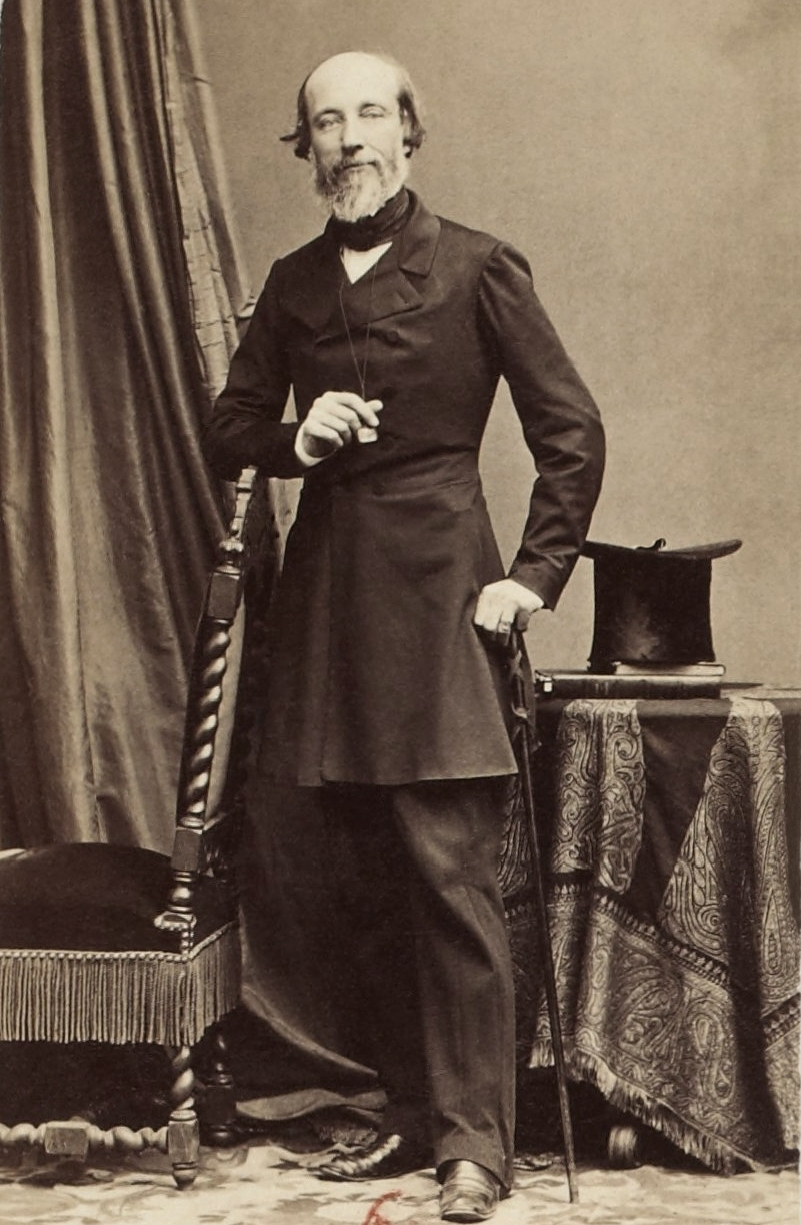
Alfred de Falloux nel 1860

La legge Falloux estese la legge Guizot del 1833, 17 anni dopo la sua approvazione. Si trattava di uno dei maggiori sviluppi nel campo dell'istruzione dopo la Rivoluzione francese, che rese l'istruzione un tema chiave nei dibattiti politici e fece sì che lo Stato si interessò sempre più all'educazione dei giovani. I cattolici erano preoccupati per la diffusione delle idee illuministe e socialiste, accusavano le scuole di promuovere il fenomeno e avevano l'obbiettivo di restaurare il sistema educativo dell'Ancien Régime.
La Restaurazione  li aveva accontentati solo in parte. Questo regime aveva già allentato il monopolio dell'università imperiale e, soprattutto, tendeva a tollerare le congregazioni, anche quelle non autorizzate. D'altra parte, grazie alla maggiore influenza dei vescovi nei suoi organi di governo, aveva aumentato il carattere religioso della programmazione didattica.
La situazione cambiò durante la Monarchia di luglio: il nuovo regime era molto meno legato alla religione cattolica e l'istruzione era quindi meno vincolata alla Chiesa. La legge Guizot (1833) soddisfece in parte i sostenitori della libertà di educazione, autorizzando i privati a organizzare scuole elementari, obbligatorie nei comuni con più di 500 abitanti. Essa affidò tutta l'istruzione secondaria e superiore al controllo dell'università. Guizot generalizzò anche le scuole normali (una per dipartimento), destinate alla formazione degli insegnanti, ma che i conservatori sospettavano di diffondere idee socialiste e anticlericali.
Dopo la Rivoluzione francese del 1848, Lazare Hippolyte Carnot fu nominato Ministro dell'Istruzione pubblica. Il suo piano, elaborato con il sostegno di una Commissione di studi scientifici e letterari, prevedeva l'istruzione obbligatoria per i bambini di entrambi i sessi e una formazione triennale degli insegnanti a spese pubbliche. Pur ponendo l'accento sulle scuole pubbliche, il piano lasciava spazio all'istruzione gratuita. Dopo le Giornate di giugno, Carnot, rimasto nel ministero di Cavaignac, cercò di far adottare il suo progetto, ma, messo in minoranza dall'Assemblea nazionale costituente, si dimise il 5 luglio. Il suo progetto fu accantonato.
Il dibattito sull'istruzione fu ripreso dall'Assemblea nazionale Costituente, che comprendeva molti repubblicani moderati e soprattutto i conservatori del Partito dell'Ordine. Il dibattito si concentrò sull'articolo 9 della Costituzione, dedicato alla libertà di insegnamento. Il deputato Charles de Montalembert definì il monopolio universitario come "comunismo intellettuale" e considerò l'istruzione "inferiore a quella dell'Ancien Régime". Chiedeva la cancellazione di questo articolo che, a suo avviso, sembrava concedere la libertà di educazione quando in realtà era "evidente". L'articolo 9 fu mantenuto e proclamava che "L'insegnamento è libero", aggiungendo:
(Costituzione della Repubblica francese del 1848)
Dopo l'elezione a presidente di Luigi Napoleone Bonaparte, il nuovo Ministro dell'Istruzione pubblica, il conte Alfred de Falloux, cattolico legittimista del Partito dell'Ordine, il 4 gennaio 1849 ritirò ufficialmente il progetto di Carnot e sciolse la Commissione degli studi scientifici e letterari. Nelle sue Memorie, Falloux riassunse il suo programma politico: 
(Alfred de Falloux, Mémoires d'un Royaliste, p. 221)

## Preparazione e voto

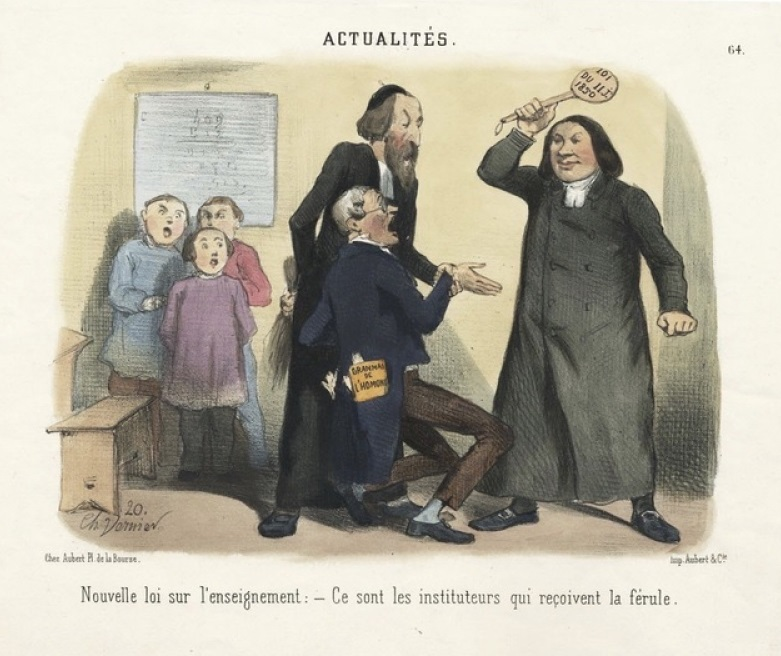
Nuova legge sull'istruzione: sono gli insegnanti a ricevere le ferule.
Vestiti da ecclesiastici, Alfred de Falloux e Charles de Montalembert si accingono a prendere a bastonate un insegnante.
Vignetta della "piccola legge sull'istruzione" o loi Parieu (stampa di Charles Vernier, 1850).

Falloux creò a sua volta due commissioni, una sull'istruzione primaria e l'altra sull'istruzione secondaria, che si fusero il 6 gennaio. Composta da un'ampia gamma di personalità, la maggior parte delle quali cattoliche, la commissione fu incaricata di preparare una nuova legge per attuare la libertà di educazione sancita dalla Carta fondamentale. Sotto la presidenza di Adolphe Thiers, la commissione riunì cattolici (Mons. Sibour, l'abate Félix Dupanloup e Armand de Melun), protestanti (Cuvier) e accademici (Victor Cousin e Saint-Marc Girardin). Mentre l'organizzazione dell'istruzione primaria fu adottata abbastanza facilmente, quella dell'istruzione secondaria diede luogo a un dibattito più acceso, poiché una parte del comitato riteneva che gli studenti della scuola secondaria non avessero bisogno di essere protetti dal socialismo.
Il progetto di legge fu infine presentato all'Assemblea il 18 giugno 1849. Alfred de Falloux si dimise dal ministero il 7 settembre, ma il suo progetto fu accolto dal suo successore Félix Esquirou de Parieu.
Nel frattempo, sembrava urgente fornire un quadro di riferimento per un migliore controllo degli insegnanti delle scuole elementari, che si lamentavano dei loro bassi salari e potevano mettere in imbarazzo il governo alla vigilia di nuove elezioni che si ritenevano decisive. Il progetto di legge generale sull'istruzione fu quindi temporaneamente messo da parte a favore di un testo volto a semplificare la sospensione e il licenziamento dei maestri elementari, che fu adottato d'urgenza l'11 gennaio 1850 con il nome di "piccola legge sull'istruzione" o legge Parieu.
Il progetto di legge fu discusso il 14 gennaio. Il dibattito fu molto acceso e Victor Hugo, eletto con il Partito dell'Ordine, si fece notare per aver criticato aspramente l'influenza del clero cattolico, che considerava eccessiva. Henri Guillemin raccolse questa critica e spiegò che, sotto l'apparenza di una legge sull'educazione, si cercava in realtà un obiettivo sociale.
Dopo la repressione delle Giornate di giugno, le classi lavoratrici persero il gusto per le rivendicazioni sociali. Il futuro era nelle mani dei giovani, che dovevano essere educati a non sfidare l'ordine sociale stabilito. Il programma scolastico comprendeva ora l'educazione morale e religiosa per insegnare ai bambini la rassegnazione e il rispetto delle gerarchie sociali. Inoltre, la legge Falloux prevedeva la presenza dei vescovi o dei loro delegati nel Consiglio superiore e nei Consigli secondari. Guillemin descriveva l'uso politico del clero e dei valori della religione cattolica da parte degli atei come "clericalismo senza Dio".
In conformità con l'articolo 41 della Costituzione, la legge fu sottoposta a tre letture parlamentari, il 19 gennaio e il 26 febbraio, quindi il 15 marzo, quando fu definitivamente approvata con 399 voti favorevoli (Repubblicani moderati e Repubblicani radicali).

## Principali disposizioni

### Organizzazione amministrativa
Le accademie esistevano già ai tempi dell'organizzazione dell'Università imperiale nel 1808. La legge Falloux ne creò una in ogni dipartimento, consentendo loro di decentrarsi. Ogni accademia era diretta da un rettore assistito da un consiglio accademico.
La legge Falloux riorganizzò anche il Consiglio superiore dell'istruzione pubblica e i consigli delle accademie. In particolare, diede ampio spazio ai rappresentanti delle varie fedi, soprattutto quella cattolica. Il Conseil supérieur de l'instruction publique era composto da otto membri dell'università, sette rappresentanti delle confessioni religiose (tra cui quattro cattolici), tre consiglieri di Stato, tre membri dell'Institut e altri tre dell'istruzione libera.

### Istruzione primaria e secondaria
Con questa legge, l'istruzione primaria e secondaria fu divisa, da allora fino al XXI secolo, in: 
- istruzione pubblica, gestita dai comuni, dai dipartimenti e dallo Stato;
- istruzione privata, detta "libera", i cui istituti sono gestiti da privati, associazioni o congregazioni. Gli insegnanti sono formati nelle école normale gestite dai dipartimenti (che possono abolirle). Nel caso dell'istruzione "libera", i membri delle congregazioni possono insegnare se sono in possesso di un baccalaureato, sono ministri del culto o hanno un certificato di formazione. Per le suore è sufficiente una semplice lettera di obbedienza del vescovo1. Lo stipendio annuale era di 600 franchi. Nell'istruzione secondaria, la libertà di insegnamento era la regola. Chiunque avesse un diploma di laurea poteva aprire una scuola e non era richiesta alcuna qualifica agli insegnanti.

In realtà, anche se il testo della norma non lo afferma ufficialmente, lo scopo principale della legge era quello di autorizzare l'educazione cattolica nelle scuole primarie e secondarie. La legge conferiva alla Chiesa cattolica romana un ruolo di primo piano nell'organizzazione dell'istruzione: i vescovi avevano automaticamente diritto a un seggio nel consiglio dell'accademia e la scuola era supervisionata dal parroco in collaborazione con il sindaco. Un semplice rapporto del sindaco o del parroco consentiva al vescovo di trasferire un insegnante a suo piacimento. I prefetti potevano licenziare gli insegnanti.
La legge Falloux fissò anche l'obiettivo di una scuola elementare femminile in ogni comune con più di 800 persone.

## Programmi scolastici
La legge stabilì anche la programmazione didattica della scuola primaria, che era suddivisa in un programma di attività obbligatorie ed altre a discrezione del docente:
- il programma di studi obbligatorio comprende :
  - imparare a leggere ;
  - imparare a scrivere;
  - imparare i rudimenti dell'aritmetica;
  - educazione morale e religiosa;
  - solo per le ragazze, il cucito;
- il programma opzionale comprendeva:
- storia;
- scienze naturali;
- canto;
- ginnastica;
- disegno.

Le scuole primarie superiori istituite da Guizot durante la Monarchia di luglio furono abolite (le lingue moderne e il commercio non erano più inclusi nella programmazione). Esse furono ripristinate nel 1852.

## Dopo il 1850

### Riforme amministrative
Poco dopo il colpo di Stato del 2 dicembre 1851, un decreto pose fine all'elezione dei membri dei consigli scolastici, ad eccezione dei consiglieri generali dei consigli accademici. Tutti gli altri membri erano nominati dal Capo dello Stato.
La legge del 14 giugno 1854 pose fine al sistema di un'accademia per ogni dipartimento. La mappa delle accademie fu riorganizzata, riducendone il numero a solo 16 unità. In ogni accademia, la legge istituiva un ispettore dell'istruzione e un consiglio dipartimentale dell'istruzione pubblica. Il resto delle disposizioni della legge Falloux fu mantenuto, compresi i poteri dei consigli consultivi.

### Anni '80 del XIX secolo: secolarizzazione, istruzione gratuita, istruzione obbligatoria
Una serie di leggi approvate durante la Terza Repubblica negli anni Ottanta del XIX secolo abrogarono o riformarono, implicitamente o esplicitamente, gran parte della legge Falloux. La legge del 27 febbraio 1880 sui consigli accademici riorganizzò questi organi consultivi nell'interesse della laicità, abolendo i rappresentanti del clero, con l'eccezione della presenza dei delegati delle facoltà cattoliche e protestanti di teologia nel Consiglio superiore.
Le leggi Jules Ferry (leggi del 16 giugno 1881 e del 28 marzo 1882) misero in discussione diversi elementi della legge Falloux:
- la legge del 1881 abolisce le tasse scolastiche: l'istruzione primaria diventò gratuita, con costi a carico dei comuni e dei dipartimenti e, se necessario, dello Stato;
- la legge del 1882 introdusse l'obbligo scolastico dai 7 ai 13 anni. Il programma scolastico fu rivisto, con l'abolizione dell'insegnamento religioso e l'aumento delle materie obbligatorie (aggiunta di ginnastica e disegno).

Quattro anni dopo, la legge Goblet del 30 ottobre 1886 riscrisse completamente le disposizioni sull'istruzione primaria pubblica e privata. L'articolo 61 abrogava i titoli I e II della legge Falloux.

### Rischi di abrogazione e permanenza in vigore
Nel 1890 e nel 1900, molte persone chiesero l'abrogazione della legge Falloux, che continuava a consentire l'istruzione privata.
Alcuni giuristi e politici sostenevano che in seguito alle ultime riforme, e in particolare alla legge Goblet, che riorganizzava ampiamente la materia, la legge Falloux fosse stata implicitamente abrogata.
Questo è senza dubbio il motivo per cui alla fine non fu adottata una proposta di legge per l'abrogazione della legge Falloux. Tuttavia, nel 1904, Émile Combes fece approvare una legge che vietava alle congregazioni di insegnare, anche nelle scuole pubbliche. Questa misura portò a una proliferazione di "scuole pubbliche laiche".

### Ritorno delle scuole private
Dopo alcuni anni di status quo ante, l'istruzione privata tornò in auge con i governi successivi. In particolare, il Regime di Vichy autorizzò nuovamente le congregazioni didattiche e permise la concessione di ingenti sussidi alle scuole private.
Dopo la Liberazione, le sovvenzioni alle scuole pubbliche cessarono; tuttavia, il GPRF non revocò l'autorizzazione alle congregazioni, sebbene il governo avesse previsto di spingersi oltre, pagando gli insegnanti delle scuole private, cosa che fu finalmente realizzata con la legge Debré del 1959.
Nel luglio 1993, quando François Bayrou divenne Ministro dell'Istruzione nel governo di Édouard Balladur, annunciòl'intenzione di rivedere la legge Falloux. L'obiettivo dichiarato era quello di migliorare la sicurezza degli edifici scolastici pubblici.
La proposta di riforma si concretizzò in un disegno di legge presentato nell'ottobre 1993 da Bruno Bourg-Broc. La proposta fu accolta con ostilità dai sindacati secolari dell'istruzione. Il disegno di legge fu discusso in Parlamento a giugno e poi a dicembre 1993 e adottato il 14 dicembre.
Il 16 dicembre 1993, l'adozione della legge provocò sciopero nell'istruzione pubblica su iniziativa dei sindacati dell'istruzione pubblica e del Comitato nazionale d'azione laica (CNAL), mentre i deputati di sinistra contestarono la legge davanti al Consiglio costituzionale, che 13 gennaio 1994 emise la propria decisione, dichiarando l'incostituzionalità dell'articolo 2, considerando, in particolare, che un finanziamento più libero delle scuole private da parte delle autorità locali era contrario al principio di uguaglianza e che c'era il rischio che, in alcuni comuni, le scuole private si trovassero in una posizione più favorevole rispetto alle scuole pubbliche, fatto che sarebbe stato contrario alla laicità in Francia.
Nonostante la decisione del Consiglio, la manifestazione contro la legge, prevista per il 16 gennaio 1994, si svolse ugualmente e vide la partecipazione di circa un milione di persone a Parigi secondo gli organizzatori (260.000 secondo la polizia). La legge fu promulgata il 21 gennaio 1994, ma privata dell'articolo 2, e quindi svuotata di parte del suo contenuto. La decisione del Consiglio costituzionale preservò la legge Falloux.

## XXI secolo
La legge Falloux fu formalmente abrogata nel 2000, ma alcuni suoi articoli furono trasferiti nel Codice dell'Istruzione. Si trattava principalmente degli articoli riguardanti l'istruzione privata, che stabiliscono:
- le condizioni per l'apertura di istituti scolastici privati;
- il controllo esercitato su questi istituti;
- la disciplina degli insegnanti nell'istruzione privata;
- la giurisdizione dei consigli accademici per le controversie;
- i limiti al finanziamento delle scuole private da parte delle autorità locali.

Tuttavia, le disposizioni sul controllo amministrativo e sulla disciplina degli insegnanti sono solo parzialmente applicabili all'istruzione "a contratto" e difficilmente riguardano l'istruzione "non a contratto".
Inoltre, alcuni articoli (in particolare l'articolo 23) sono ancora in vigore in Alsazia e Mosella: nei tre dipartimenti, l'istruzione religiosa è obbligatoria nelle scuole elementari statali e deve essere erogata in una delle quattro fedi legalmente "riconosciute": cattolica, riformata, confessione di Augusta ed ebraica. Nei college e nei licei, una disposizione analoga deriva dai testi tedeschi del periodo di annessione dal 1871 al 1918.